# 21496 Lijianyang
21496 Lijianyang (tên chỉ định: 1998 JQ2) là một tiểu hành tinh vành đai chính. Nó được khám phá thông qua Chương trình nghiên cứu đối tượng gần Trái Đất của đài thiên văn Lowell ở Anderson Mesa ở Coconino County, Arizona, ngày 1 tháng 5 năm 1998. Nó được đặt theo tên Jianyang Li, một nhà thiên văn học ở Đại học Maryland, College Park.